# Mont-Bonvillers
Mont-Bonvillers – miejscowość i gmina we Francji, w regionie Grand Est, w departamencie Meurthe i Mozela.
Według danych na rok 1990 gminę zamieszkiwało 1010 osób, a gęstość zaludnienia wynosiła 136 osób/km² (wśród 2335 gmin Lotaryngii Mont-Bonvillers plasuje się na 368. miejscu pod względem liczby ludności, natomiast pod względem powierzchni na miejscu 797.).